# Liste des évêques de Jalingo
L'évêché nigérian de Jalingo (Dioecesis Ialingoensis) est créé le 3 février 1995 par détachement du diocèse de Yola.

## Sont évêques
- 3 février 1995-14 avril 2000 : Ignatius Kaigama, devient en novembre 1999 archevêque de Jos.
- 5 décembre 2000 - 2 juin 2007 : James Daman, devient évêque de Shendam
- 2 juin 2007-16 avril 2008 : siège vacant (James Daman reste administrateur du diocèse pendant cette période).
- depuis le 16 avril 2008 : Charles Hammawa.

## Sources
- L'Annuaire pontifical, sur le site http://www.catholic-hierarchy.org, à la page